# ليزلي أوجوتشوكو
ليزلي أوجوتشوكو (مواليد 26 مارس 2004) هو لاعب كرة قدم فرنسي يلعب في مركز خط الوسط في نادي ستاد رين.

## وصلات خارجية
- ليزلي أوجوتشوكو على موقع الاتحاد الأوربي (الإنجليزية)
- ليزلي أوجوتشوكو على موقع قاعدة بيانات كرة القدم.إي يو (الإنجليزية)
- ليزلي أوجوتشوكو على موقع ليكيب (الفرنسية)
- ليزلي أوجوتشوكو على موقع Soccerbase.com (لاعب) (الإنجليزية)
- ليزلي أوجوتشوكو على موقع Soccerway.com (الإنجليزية)
- ليزلي أوجوتشوكو على موقع عالم كرة القدم.نت (الإنجليزية)
- ليزلي أوجوتشوكو على موقع AS.com (الإسبانية)